# Draa Kebila
Draa Kebila (în arabă ذراع قبيلة) este o comună din provincia Sétif, Algeria.
Populația comunei este de 36.295 de locuitori (2008).